# Azawakh
Azawakh là một giống chó săn thuộc dòng chó săn đuổi lông ngắn có nguồn gốc từ Bắc Phi và phân bố xung quanh vùng sa mạc Sahara.

### Tập tính

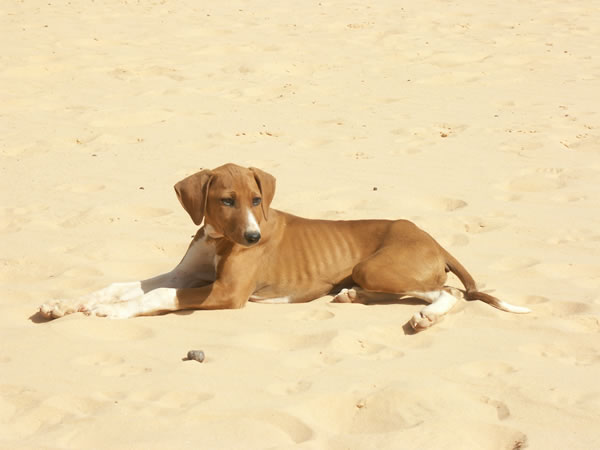
Một con Azawakh